# Leipziger Literaturzeitung
Die Leipziger Literaturzeitung war von 1800 bis zu ihrer Einstellung 1834 eine Literaturzeitschrift mit verschiedenen Erscheinungsformaten. Im Gegensatz zu anderen Rezensionsjournalen blieb die Leipziger Literaturzeitung ständig in ihrer namensgebenden Heimatstadt verwurzelt, wo sie vom Traditionsunternehmen Breitkopf & Härtel, in dem auch die hauseigene Annoncen-Expedition der Leipziger Literaturzeitung mit angesiedelt war, verlegt wurde.
Hinsichtlich ihres Aufbaus orientiert sie sich konzeptuell, wie auch typografisch an der 1785 in Jena gegründeten Allgemeinen Literaturzeitung und deren Ableger, der Jenaer Allgemeinen Literaturzeitung. Zusammen mit diesen beiden nimmt die Leipziger Literaturzeitung eine zentrale Rolle innerhalb des mittel- und gesamtdeutschen Rezensionswesens, also des allgemeinen intellektuellen Austauschs der Nation, ein.

## Geschichte
Ursprünglich 1800 als Leipziger Jahrbuch der neuesten Literatur in Leipzig bei Breitkopf & Härtel verlegt, bekam das Journal 1802–1803 seinen Namen Leipziger Literaturzeitung. Da sich die Leipziger Literaturzeitung gemäß ihrem Vorwort höchst objektiver Kritik verpflichtet sah, erschien in ihrem Kontext die Literaturzeitschrift Rhadamanthus – eine Zeitschrift für Kritiker, Antikritiker und ihre Freunde, die sich interimistisch den Antikritiken der Leipziger Literaturzeitung widmen sollte.
Erster Hauptredakteur zur Gründung des Leipziger Jahrbuchs der neuesten Literatur war Johann Georg Christian Höpfner (1765–1827), Theologe, Philologe und Universitätsprofessor in Leipzig. In den Jahren 1803–1811 wurde sie vom Leipziger Verleger Johann Gottlob Beygang fortan als Neue Leipziger Literaturzeitung vertrieben, bevor sie von 1812 bis 1834 erneut unter ihrem Kurznamen Leipziger Literaturzeitung bei Breitkopf & Härtel erschien. Parallel zum Rezensionsblatt erschienen in der Expedition der Leipziger Literaturzeitung zahlreiche Ergänzungen als Beilagen, Intelligenzblätter und Anzeiger wechselnder Selbstbezeichnungen.
Die beiden Initiatoren der Leipziger Literaturzeitung waren der Altphilologe, Historiker und Rektor der Universität Leipzig Christian Daniel Beck, der bis 1818 auch die Herausgeberschaft übernahm sowie der Rechtswissenschaftler und Poet Christian Daniel Erhard, der ebenfalls Universitätsrektor war. Der Herausgeber unterstand per Vertrag der Gesellschaft der Redakteure. In dieser befanden sich neben Erhard und Beck noch Ernst Friedrich Karl Rosenmüller, Karl Heinrich Ludwig Pölitz, Wilhelm Traugott Krug, Karl Brandan Mollweide, Johann Christian August Heinroth und Heinrich Wilhelm Brandes, ab 1827 – Allesamt Angehörige der Leipziger Universität, sowie der amtierende Stadtrat, Stadtrichter und Bürgermeister Heinrich Blümner. Im Jahre 1833 wechselte die Redaktion zu den Leipziger Akademikern Moritz Wilhelm Drobisch, Gustav Theodor Fechner, Justus Wilhelm Martin Radius, Georg Benedict Winter und Wilhelm Wachsmuth.
Ebenso wie in der Allgemeinen Literaturzeitung erschienen die Rezensionen auch in der Leipziger Literaturzeitung grundsätzlich anonym. Dennoch finden sich einige signierte oder auch eindeutig zuordnenbare Artikel. So zum Beispiel ein abgedruckter Nachruf Goethes auf die verstorbene Herzogin Anna Amalia.

## Bedeutung
Ausgehend vom universalwissenschaftlichen Zeitgeist des späten 18. und frühen 19. Jahrhunderts stehen bei der Leipziger Literaturzeitung vor allem die objektive und kritische Besprechung nationaler und internationaler Neuerscheinungen im Zentrum des eigenen Anspruchs. Zusätzlich erscheinen im Laufe der Zeit auch teilweise eigenständige essayistische Aufsätze, die aktuelle Aspekte der Zeitgeschichte eruieren. Damit leistet die Leipziger Literaturzeitung, nebst ihren mitteldeutschen Vorbildern, einen wesentlichen Beitrag zum Instrumentarium eines aufklärerischen Diskurses zu Gunsten des intellektuellen Austauschs in der Tradition der utopisch klopstock’schen Gelehrtenrepublik.
Die Bedeutung für die heutige Forschung liegt vor allem in der Publikations- und Besprechungsübersicht des Rezensionsjournals, die authentische Einblicke in das gelehrte Geistesleben Deutschlands gewährt. An diesen lassen sich beispielsweise die Nationalismus-Debatte, die zeitgenössische Napoleonrezeption sowie der Umgang mit historischen Jubiläen, wie etwa das Reformationsjahr 1817, beobachten und in ihrem Verlauf verfolgen. Zusätzlich ist die Geschichte der Rezensionszeitschriften wie der Leipziger Literaturzeitung zugleich eine Geschichte der wissenschaftlichen Professionalisierung und der Spezialisierung sowie der zunehmenden Separation der Wissenschaftsdisziplinen, aus denen sich fortschreitend der Wunsch nach einem fachspezifisch internen Austausch formulierte.
In ihrer Fachübergreifenden Ausrichtung bildet die Leipziger Literaturzeitung zusammen mit der Allgemeinen Literaturzeitung und deren Ableger den Höhepunkt der universalwissenschaftlichen Rezensionsgeschichte des beginnenden 19. Jahrhunderts, deren Zenit spätestens mit den Einstellungen der Leipziger Literaturzeitung und der Allgemeinen Literaturzeitung überschritten worden war. Denn im Zuge der beginnenden disziplinären Aufspaltung verloren die universellen Rezensionsorgane zunehmend an Relevanz und wissenschaftlichen Einfluss.
Nichtsdestotrotz erhielt sich die Tradition der universellen Rezensionsorgane wie der Leipziger Literaturzeitung und der Allgemeinen Literaturzeitung auch weiterhin. Einflussreiche Beispiele hierfür sind die Deutsche Litteraturzeitung (1880–1993) und die Göttingischen Gelehrten Anzeigen, die seit 1739 auch heute noch immer regelmäßig erscheinen.

## Erscheinungsverlauf
- Leipziger Jahrbuch der neuesten Literatur, Leipzig, 1800–1802
- Flugblatt des Jahrbuchs der neuesten Literatur, Leipzig, 1800–1802
- Leipziger Literaturzeitung, Leipzig: Breitkopf & Härtel, 1802/03; 1812–1834
- Allgemeines Intelligenzblatt für Literatur und Kunst, Leipzig: Exped. d. Literaturzeitung, 1802–1803
- Neue Leipziger Literaturzeitung, Leipzig: Exped. d. Literaturzeitung, 1803–1811
- Neues allgemeines Intelligenzblatt für Literatur und Kunst, Leipzig: Exped. d. Literaturzeitung, 1803–1811
- Vorläufiger literarischer Anzeiger: Beylage zum Intelligenz-Blatt der Neuen Leipziger Literatur-Zeitung, Leipzig: Exped. d. Literaturzeitung, 1806–1806
- Leipziger Literaturzeitung / Ergänzungsheft, Leipzig: Breitkopf & Härtel, 1833–1833
- Leipziger Literaturzeitung / Intelligenz-Blatt, Leipzig: Breitkopf & Härtel, 1833–1833